# Campamento de Jan Yunis
El campamento de Jan Yunis (en árabe: مخيم خان يونس‎:  يونس), a veces escrito como campamento de Khan Younis, es un campamento de refugiados palestino en la Gobernación de Jan Yunis, al sur de la Franja de Gaza, en Palestina. Está ubicado al oeste de la ciudad de Jan Yunis y a dos kilómetros de la costa mediterránea. UNRWA, que gestiona el campamento, afirma que en él vivían unos 84.325 refugiados palestinos registrados en 2017, mientras que la Oficina Central de Estadísticas de Palestina aportó la cifra de 37.705 habitantes en su censo de 2007.

## Historia

### Ocupación egipcia

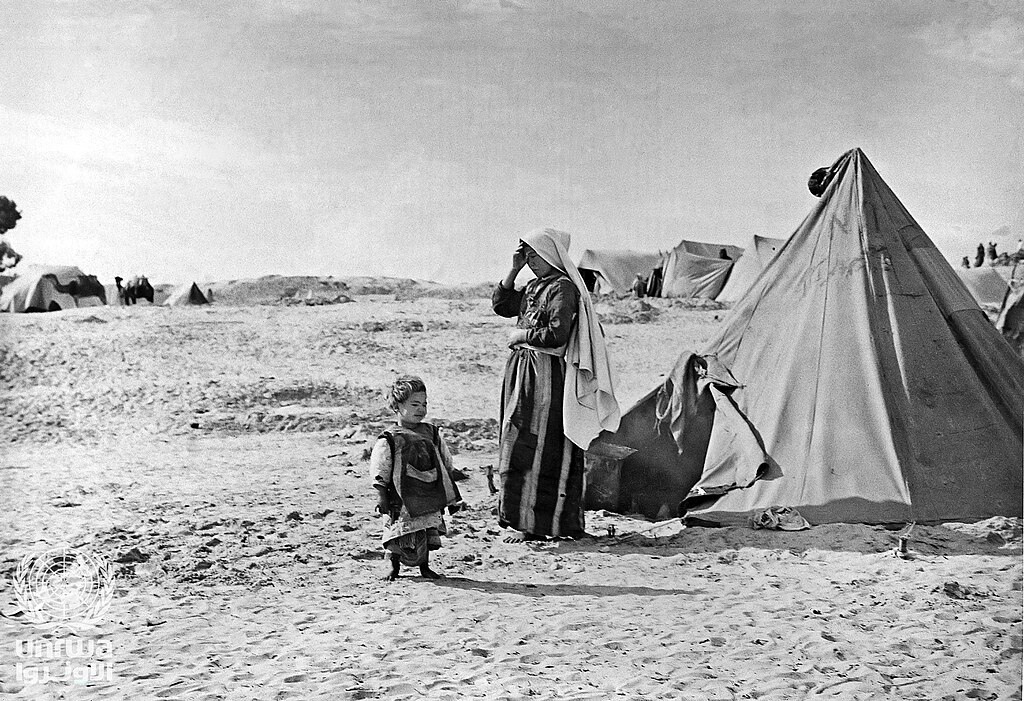
Una mujer y su hijo frente a una tienda del recién creado campamento de refugiados de Jan Yunis (1948)

La negativa árabe a aceptar la resolución 181 de la Asamblea General de las Naciones Unidas el 29 de noviembre de 1947, que establecía la división del antiguo Mandato Británico de Palestina en dos estados, uno árabe (Palestina) y uno judío (Israel), desembocó en la guerra árabe-israelí de 1948. Antes y durante dicha guerra, cientos de miles de palestinos fueron expulsados por o huyeron ante el avance de las tropas israelíes en lo que se conoció como la Nakba. Tras el armisticio de 1949, Israel no permitió a estos refugiados palestinos volver a sus hogares, con lo que las Naciones Unidas decidieron crear campamentos de refugiados para ellos en Jordania, Siria y Líbano, así como en Cisjordania (que quedó bajo ocupación militar jordana) y la Franja de Gaza (ocupada por Egipto), hasta que se encontrase una solución permanente para estos refugiados. Estos campamentos han sido gestionados desde entonces por una agencia especial de la ONU denominada Agencia de Naciones Unidas para los Refugiados de Palestina en Oriente Próximo (UNRWA en sus siglas inglesas). 
En este contexto, el campamento de Jan Yunis fue creado en 1948 para alojar a aproximadamente 35.000 refugiados palestinos provenientes en su mayoría de la ciudad de Beerseba, donde la práctica totalidad de la población era de origen árabe antes de la guerra. El 3 de noviembre de 1956, el campamento y ciudad de Jan Yunis fueron ocupados por el ejército israelí en el contexto de la guerra de Suez, dando como resultado el asesinato de 275 personas, incluidos 140 refugiados del campamento, en lo que dio en conocerse como la masacre de Jan Yunis. Los supervivientes afirman que la mayoría de las muertes tuvieron lugar una vez que las hostilidades habían concluido, cuando el ejército entró casa por casa buscando hombres sospechosos de estar armados. Sin embargo, las autoridades israelíes afirmaron que las muertes fueron el resultado de la resistencia ofrecida por los residentes del campamento.

### Ocupación israelí
En la guerra de los Seis Días de 1967, Israel conquistó la Franja de Gaza y la península del Sinaí a Egipto, Cisjordania y Jerusalén Este a Jordania y los Altos del Golán a Siria. Tras los Acuerdos de Paz de Camp David de 1978, Israel devolvió a Egipto la Península del Sinaí, y en 2005 abandonó su presencia en la Franja de Gaza, si bien mantiene el control sobre el espacio aéreo y marítimo de dicho territorio, por lo que las Naciones Unidas todavía consideran la Franja de Gaza territorio ocupado.
Según UNRWA, muchos de los habitantes del campamento han perdido sus casas a raíz de operaciones realizadas por el ejército israelí. UNRWA comenzó a desarrollar labores de reconstrucción a comienzos de la década del 2000, pero el trabajo se ha detenido en gran parte por el bloqueo impuesto por Israel sobre la Franja de Gaza tras la victoria en las urnas y la toma de control de Hamás en el territorio. La tasa de desempleo es muy alta y cada vez más familias dependen de la ayuda humanitaria proporcionada por UNRWA y por otras organizaciones.

#### Segunda Intifada
Un hombre de 29 años llamado Ado Abu Bakra murió de un disparo en la cabeza en el campamento de Jan Yunis el 18 de agosto de 2001 durante los enfrentamientos ocasionados por la demolición de varias casas por parte del ejército israelí. El 12 de noviembre de 2001, un niño de 6 años llamado Akram Naim Abdul-Karim al-Astal murió por el impacto de un misil israelí en el campamento de refugiados de Jan Yunis. Junto a él murieron también su hermano Muhammad, de 14 años, y sus primos Anis Idris Muhammad al-Astal, de 11 años, Omar Idris Muhammad al-Astal, de 13 años, y Muhammad Sultan al-Astal, de 11 años. Todos se dirigían al colegio cuando les alcanzó el misil israelí. El 2 de junio de 2002, un joven de 19 años llamado 'Ali Khalil Abu Sitah recibió un disparo en la cabeza por parte de soldados israelíes cerca de Belén. Según la ONG israelí B'Tselem, no participaba en las hostilidades cuando fue herido. Murió de sus heridas nueve días después. Tres habitantes más del campamento murieron en enfrentamientos con el ejército israelí durante las protestas tras la muerte del jeque Ahmed Yasín, el 23 de marzo de 2004. Otro niño murió en el campamento poco después, el 1 de mayo de 2004, por los disparos de los soldados israelíes. Se llamaba Hussein Said Abdallah abu-Aqr y tenía 8 años. Raghdah Adnan Abdul-Muati al-Asar, de 9 años, murió el 22 de septiembre de ese mismo año por el disparo de un francotirador israelí cuando estudiaba en su pupitre de una escuela de la ONU. Otra niña de 9 años llamada Ghadir Jaber Hussein Mukhemar murió en similares circunstancias apenas tres semanas después, el 13 de octubre. Se encontraba en su clase en una escuela de la ONU cuando recibió el impacto de varios disparos realizados por soldados israelíes. El 6 de septiembre de 2005, durante la denominada "retirada unilateral" de la Franja de Gaza por parte de Israel, Nimer Riyad Abdul-Hamid al-Sadoni, de 17 años, murió en el asentamiento de Gush Katif por disparos del ejército israelí.

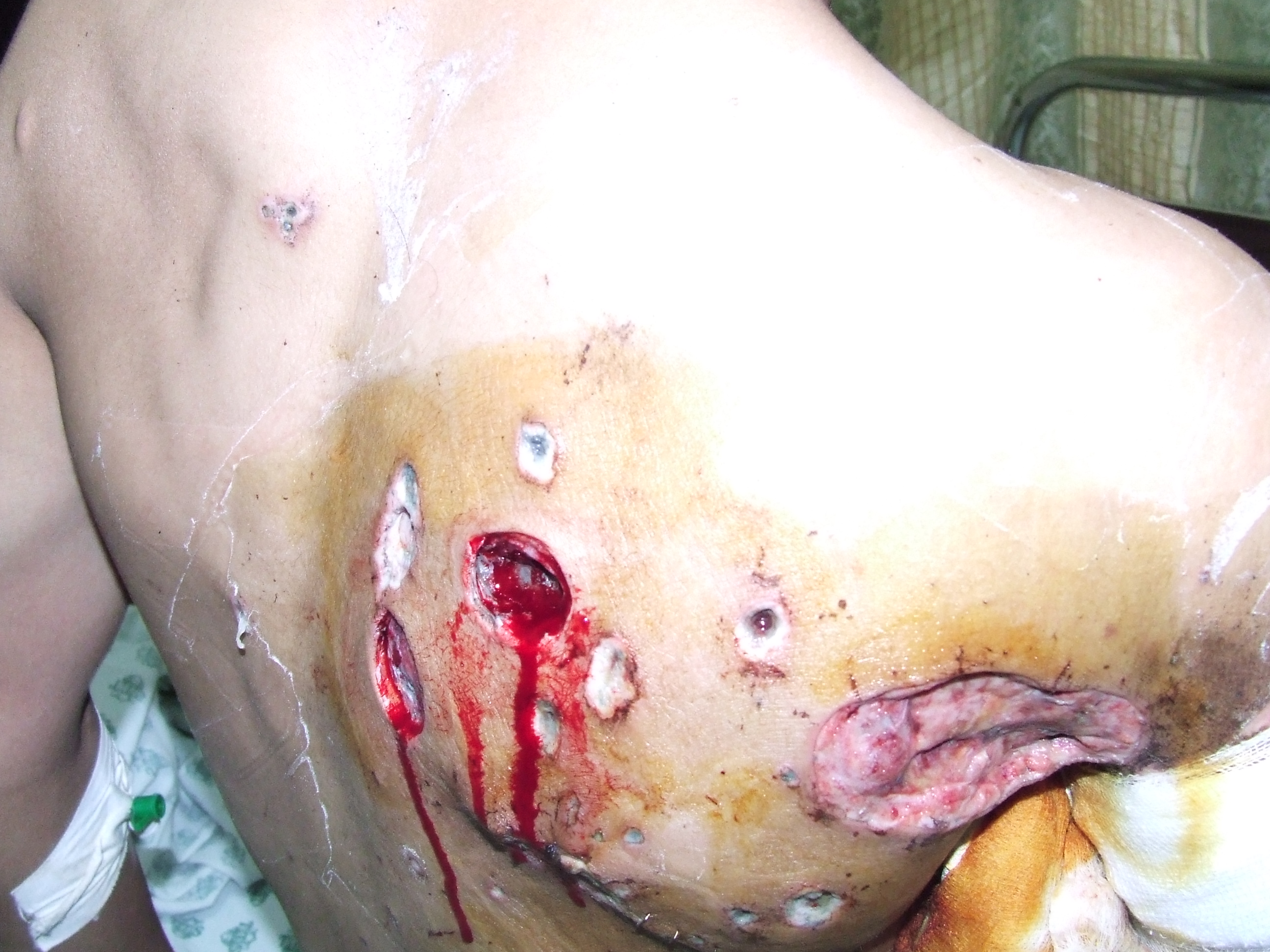
Heridas causadas por fósforo blanco en Ayman al-Najar, de 15 años, en un bombardeo israelí cerca del campamento (18 de enero de 2009).

#### Guerra de Gaza de 2008-2009
En el contexto de la guerra de Gaza de 2008-2009, tres jóvenes del campamento de Jan Yunis murieron abatidos por el ejército israelíː Hassan Rateb Muhammad Sem'aan, de 18 años, y Muhammad 'Abd a-Razeq al-Hileh, de 21, ambos miembros de la rama militar de Hamás, así como Salem Hamid Salem Abu Musa, de 23 años, que acompañaba al primero de ellos en un desplazamiento. Un año después de la conclusión de la guerra, Israel admitió haber usado bombas de fósforo blanco en zonas densamente pobladas de la Franja de Gaza, entre ellas el campamento de refugiados de Jan Yunis. El uso de fósforo blanco, que ocasiona horribles quemaduras químicas en la piel de sus víctimas, solo está permitido como cortina de humo y nunca en zonas habitadas por población civil, por lo que el ataque israelí constituyó una clara violación del derecho internacional.

#### Guerra de Gaza de 2014
Durante la guerra de Gaza de 2014, nueve jóvenes murieron en el campamento de Jan Yunis a raíz de un bombardeo israelí cuando presenciaban la semifinal de la Copa del Mundo de Fútbol entre Holanda y Argentina en una cafetería en primera línea de playa. Sucedió el 9 de julio de 2014 y las víctimas fueron los hermanos Salim (23 años), Ibrahim (27) y Hamdi Badi'a Kamel Sawali (20), los hermanos Muhammad (25) e Ibrahim Khalil Isma'il Qanan (28), Muhammad Ihssan Muhammad Faruna (18), los hermanos Suliman (17) y Ahmad (18) Salim Musa al-Astal, y Musa Muhammad Taher al-Astal, de tan solo 14 años. También hubo al menos tres heridos en ese mismo ataque. Un día después, el 10 de julio, un bombardeo israelí mató a ocho miembros de la familia al-Haj, que fallecieron sepultados vivos al derrumbarse la casa en la que vivían. Se trató de seis hombres y dos mujeres con edades comprendidas entre los 14 y los 51 años, de los que solo uno de los cuerpos pudo ser recuperado casi al completo. Un nuevo bombardeo israelí acaecido el 13 de julio mató al niño de 2 años Muayad Khaled 'Ali al-A'araj e hirió a 19 miembros más de su familia. El 18 de julio, Iyad Yusef Ibrahim a-Sadi, de 34 años y miembro del Comité de Resistencia Popular murió en un intercambio de disparos con el ejército israelí. Nueve personas más murieron en nuevo ataque israelí en el campamento de Jan Yunis el 19 de julio, dos de ellas menores, mientras permanecían sentados en la entrada de la casa de un vecino del campamento. Las víctimas mortales fueron Muhammad Bassam Muhammad a-Sari y su hermano Yihia, de 16 y 19 años respectivamente; Ibrahim Jamal Fares Naser y sus dos hermanos Muhammad y Rushdi, de 26, 25 y 24 años respectivamente; los hermanos Muhammad, Mustafá y Wasim Rida Mustafa Salhiyeh, de 21, 20 y 15 años respectivamente; y Muhammad Mustafa Darwish Salhiyeh, de 30 años. El 31 de julio fue Samih Kamal Ahmad Abu al-Kheir, de 51 años, quien murió por un bombardeo israelí mientras permanecía sentado con unos vecinos frente a su casa; otras siete personas resultaron heridas. Ese mismo día murió Mahmoud Muhammad Tawfiq Dahlan, de 28 años y miembro de la Yihad Islámica, por un nuevo bombardeo israelí. Otros dos residentes del campamento, ambos miembros del brazo armado de Hamás, murieron el 1 de agosto por un ataque de la aviación israelí. Eran Yasser Zaki Madi Abu Madi, de 21 años, y 'Abd al-Karim Salah 'Abd al-Qader al-Ghazawi, de 29 años.

#### Actualidad
El 10 de octubre de 2015, un joven de 18 años del campamento llamado Khalil 'Omar Musa 'Othman murió a causa de un disparo de escopeta en el pecho realizado por un soldado israelí en el transcurso de una manifestación frente al muro fronterizo.

## Infraestructuras

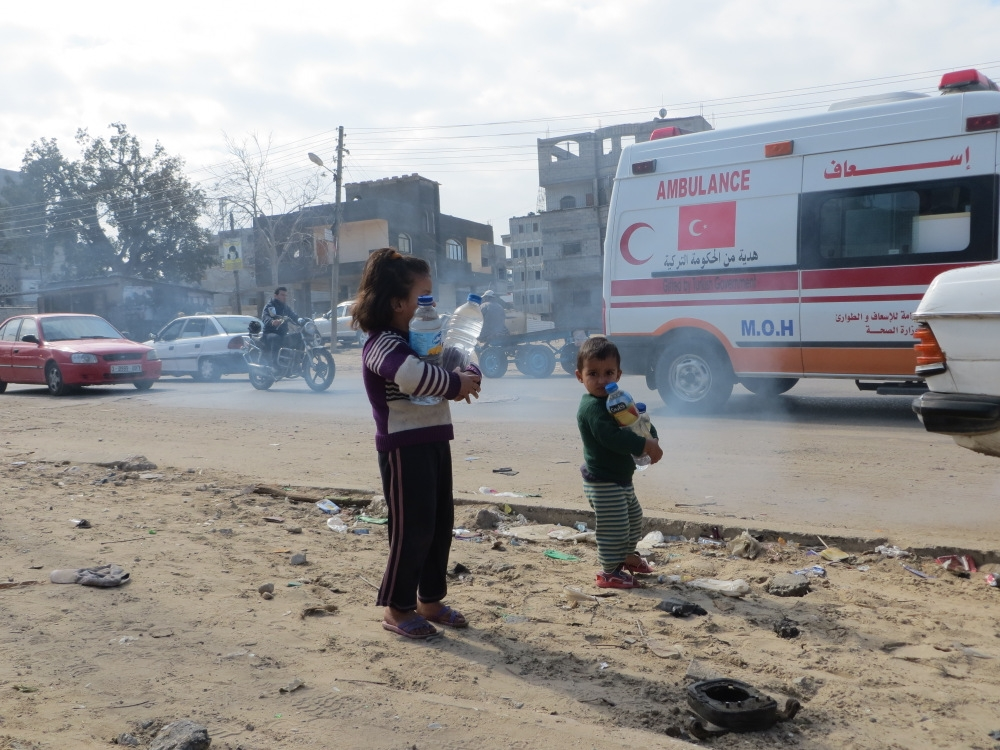
Niños portando botellas de agua durante el bloqueo de Gaza (2014)

El campamento se encuentra dividido en 13 secciones y, dada su cercanía al mar, algunas de estas se encuentran por debajo del nivel del mar, lo que da lugar a inundaciones esporádicas. La mayoría de viviendas son estructuras de ladrillo con tejado de zinc. No hay sistema de alcantarillado ni red de agua potable, por lo que esta última se suministra a través de pozos o es provista por el ayuntamiento de Jan Yunis. El 90%Udel agua no es apta para el consumo humano, con los importantes riesgos de salud pública que ello conlleva. UNRWA afirma que al menos 10.000 casas necesitan ser construidas o reconstruidas para aquellos refugiados que han perdido sus hogares a causa del conflicto o que viven actualmente en viviendas consideradas inhabitables.
El suministro de electricidad en toda la Franja de Gaza se ha visto reducido a apenas cuatro horas diarias como consecuencia de las disputas entre Hamás, que gobierna en la Franja de Gaza tras su victoria en las elecciones de 2007, y Fatah, que gobierna en Cisjordania con el apoyo de Israel y del mundo occidental.
UNRWA gestiona 20 escuelas en el campamento, de las que 12 funcionan en turno sencillo y 8 a doble turno. También es la encargada del funcionamiento de tres centros de salud que proporcionan a la población refugiada servicios de salud básica, incluida pediatría y planificación familiar.

## Habitantes famosos
- Mohammed Assaf, cantante pop ganador de la segunda edición del concurso Arab Idol.[21]